# Afanassi Vlassiev
Afanassi Vlassiev est un homme politique russe. Sous le règne de Boris Godounov il fut chef du Prikaze Posolsky (Chef du Département de la diplomatie russe) de 1601 à 1605.